# Heinkel He 111

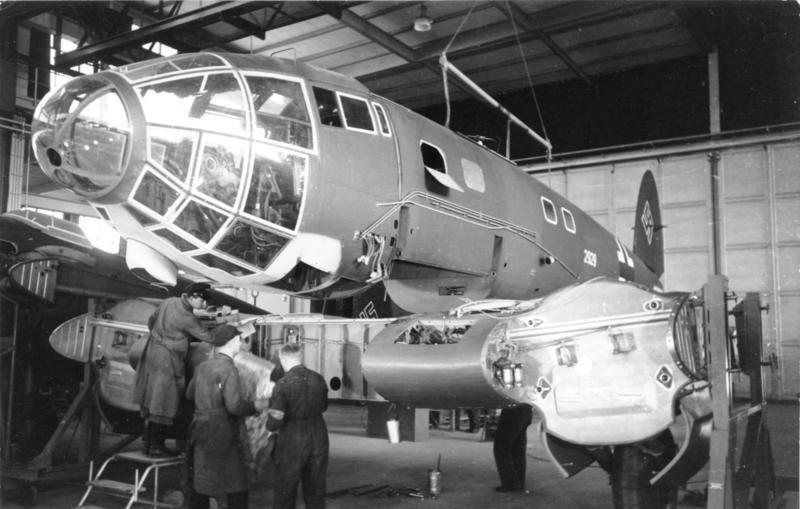
Thiết kế mũi "lồng kính" của He 111

Heinkel He 111 là một loại máy bay ném bom hạng trung và nhanh của Đức do anh em nhà Günter thiết kế tại công ty Heinkel Flugzeugwerke vào đầu thập niên 1930. He 111 đôi khi được mô tả là "sói đội lốt cừu" do ở thời kỳ đầu nó đã giả dạng là máy bay vận tải. He 111 được Luftwaffe sử dụng nhiều trong thời gian đầu của Thế chiến II, tượng trưng cho không lực Đức, với đặc điểm là mũi "lồng kiếng" và khả năng oanh tạc và tác chiến cao. Nhưng trong cuộc Không chiến tại Anh Quốc, He 111 để lộ khuyết điểm về khả năng tự vệ. Tuy nhiên khi bị bắn hư hại nặng, He 111 thường vẫn có khả năng giữ được cao độ.
Heinkel He 111 được sử dụng trong nhiều chiến thuật: oanh tạc tại Anh, ném thủy lôi trong mặt trận biển Baltic, vận tải và ném bom tại mặt trận miền Đông, miền Tây, Địa Trung Hải và Bắc Phi.
Mặc dầu được cải tiến nhiều lần, Heinkel He 111 dần dần bị sa thải trong giai đoạn sau của thế chiến thứ hai. Vì Luftwaffe không đủ thời giờ và năng lực thiết kế một loại máy bay khác để thay thế He 111, những chiếc He 111 cũ vẫn tiếp tục được sử dụng cho đến năm 1944.
Ngày 8 tháng 2 năm 1945, phi công Mikhail Petrovich Devyatayev cùng với 10 tù binh khác đã bay trên một chiếc He 111, thực hiện cuộc trốn thoát thần kì khỏi trại tập trung ở Penemünde của Đức Quốc xã.

## Quốc gia sử dụng

### Quân sự

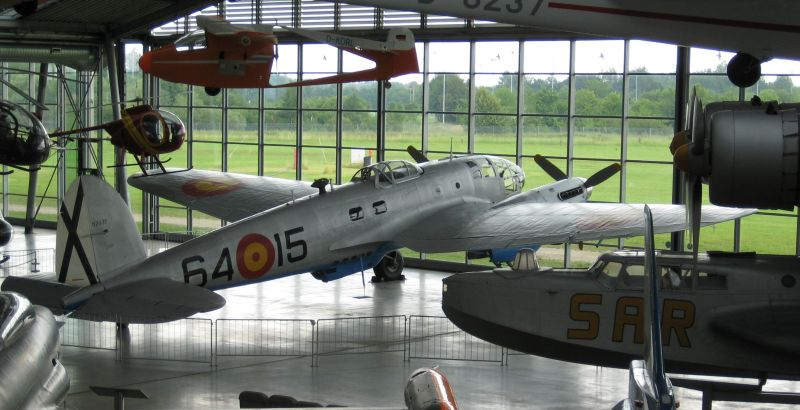
CASA 2.111B (Heinkel He 111 H-16)

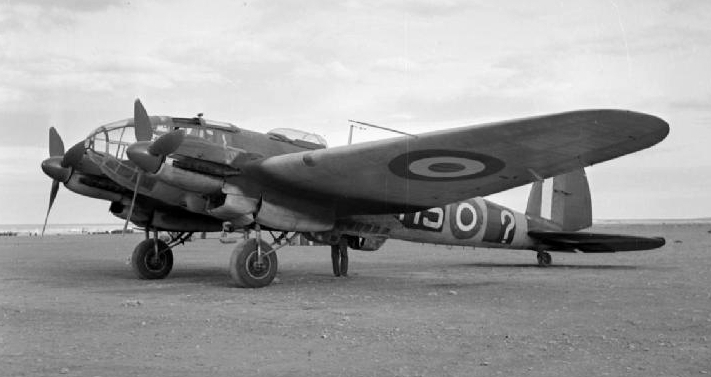
Một chiếc máy bay ném bom Heinkel He 111H, bị không quân Đức bỏ lại sau Trận El Alamein, bị quân Anh tịch thu và sơn ký hiệu của không quân Anh.

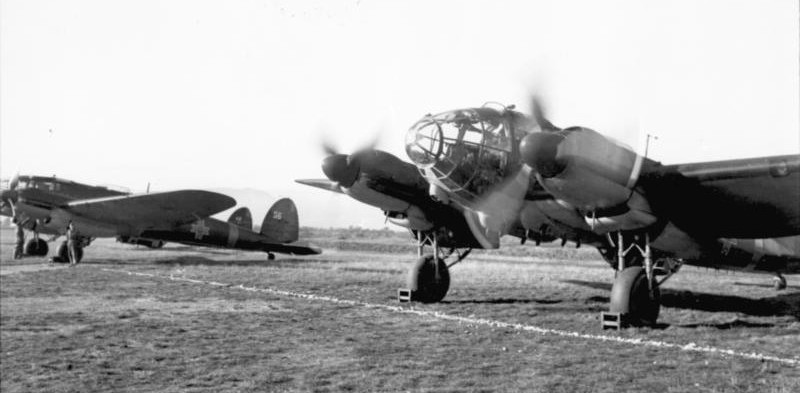
Heinkel He 111 thuộc Không quân Romania.

Bulgaria
- Không quân Bulgaria.[3]

 Cộng hòa Trung Hoa
- Không quân Cộng hòa Trung Hoa.

 Tiệp Khắc
- Không quân Tiệp Khắc[4]

 Germany
- Luftwaffe

 Hungary
- Không quân Hoàng gia Hungary.[5]

 Romania
- Không quân Hoàng gia Romania.[5]

 Slovakia
- Không quân Slovak[6]

 Nhà nước Tây Ban Nha
- Không quân Tây Ban Nha.[7]

 Turkey
- Không quân Thổ Nhĩ Kỳ</ref>[8]

 Anh Quốc
- Không quân Hoàng gia[9]

 United States
- Không quân Lục quân Hoa Kỳ[10]

### Dân sự
Cộng hòa Trung Hoa
- Central Air Transport Corporation (CATC)[11]

 Germany
- Deutsche Luft Hansa

 Romania

## Tính năng kỹ chiến thuật (He 111 H-6)
Nowarra, Heinz J. Heinkel He 111: A Documentary History

### Đặc điểm riêng
- Tổ lái: 5[14]
- Chiều dài: 16.4 m (53 ft 9½ in)
- Sải cánh: 22.60 m (74 ft 2 in)
- Chiều cao: 4.00 m (13 ft 1½ in)

- Diện tích cánh: 87.60 m² (942.92 ft²)
- Trọng lượng rỗng: 8,680 kg (19,136 lb lb)
- Trọng lượng có tải: 12,030 kg (26,500 lb)
- Trọng lượng cất cánh tối đa: 14,000 kg (30,864 lb)
- Động cơ: 2 × Jumo 211F-1 hoặc 211F-2, 986 kW (1,300 hp (F-1) hoặc 1,340 (F-2)) mỗi chiếc

### Hiệu suất bay
- Vận tốc cực đại: 440 km/h (273 mph)
- Tầm bay: 2,300 km (1,429 mi)
- Trần bay: 6,500 m (21,330 ft)
- Lực nâng của cánh: 137 kg/m² [88] (28.1 lb/ft²)[15]
- Lực đẩy/trọng lượng:.082 kW/kg [88] (.049 hp/lb)[15]

### Vũ khí
- 7 khẩu súng máy MG 15 hoặc MG 81 7.92 mm, về sau thay thế bằng
  - 1 pháo MG FF 20 mm
  - 1 súng máy MG 131 13 mm
- 2,000 kilogram (4,400 lb) bom trong thân
- Giá treo ngoài mang thêm được 3,600 kilogram (7,900 lb)